# Jacqueline Sassard
Jacqueline Sassard est une actrice française, née le 13 mars 1940 à Nice (Alpes-Maritimes) et morte le 17 juillet 2021 à Lugano en Suisse.

## Biographie

### Carrière au cinéma
Jacqueline Sassard est surtout connue pour avoir joué dans : Guendalina (Alberto Lattuada, 1957), Été violent (Valerio Zurlini, 1959), Faibles Femmes (Michel Boisrond, 1959), Accident (Joseph Losey, 1967) et Les Biches (Claude Chabrol, 1968).
En 1959, elle joue en Italie le rôle d'une journaliste anglaise en voyage d'affaires au royaume de Naples dans la comédie Ferdinand Ier, roi de Naples avec les trois frères napolitains Eduardo, Peppino et Titina De Filippo, gloires nationales du théâtre italien du XXe siècle. Dans le casting figurent également d'autres noms glorieux de la comédie italienne tels que Aldo Fabrizi, Vittorio De Sica, Renato Rascel ainsi que le jeune Marcello Mastroianni.

### Vie privée
Jacqueline Sassard a été l'épouse de Gianni Lancia (it) (1924-2014), fils de Vincenzo Lancia le fondateur de la marque Lancia, et concepteur de l'Aurelia.
Dans le documentaire Trintignant l'Italien, Jean-Louis Trintignant mentionne qu'elle aurait été l'une des deux compagnes de Valerio Zurlini qui se serait suicidé lorsque sa bigamie fut découverte par ses compagnes, ce que l'autopsie a démenti[réf. nécessaire].

## Filmographie
- 1956 : Je plaide non coupable, d'Edmond T. Gréville
- 1957 : Guendalina, d'Alberto Lattuada : Guendalina Redaelli
- 1958 : Les Époux terribles (Nata di marzo), de Antonio Pietrangeli : Francesca
- 1959 : Été violent (Estate violenta), de Valerio Zurlini : Rosanna
- 1959 : Faibles Femmes, de Michel Boisrond : Hélène Maroni
- 1959 : Nous sommes tous coupables (Il magistrato), de Luigi Zampa : Carla Bonelli
- 1959 : Papa est amoureux (Tutti innamorati), de Giuseppe Orlandini : Allegra Barberio
- 1959 : Ferdinand 1er, roi de Naples (Ferdinando I° re di Napoli), de Gianni Franciolini : Cordelia
- 1961 : I soliti rapinatori a Milano, de Giulio Petroni : Anna Maria
- 1961 : Mariti a congresso (it), de Luigi Filippo D'Amico :
- 1962 : Les Titans (Arrivano i titani), de Duccio Tessari : Antiope
- 1962 : Freddy dans les mers du Sud (de) (Freddy und das Lied der Südsee), de Werner Jacobs : Mara
- 1963 : Sandokan, le tigre de Bornéo (Sandokan, la tigre di Mompracem), de Umberto Lenzi
- 1964 : Les Pirates de Malaisie (I pirati della Malesia), d'Umberto Lenzi : Princesse Hada
- 1964 : Le Sexe des anges (Le voci bianche), de Pasquale Festa Campanile : Eugenia
- 1965 : Les Saisons de notre amour (Le stagioni del nostro amore), de Florestano Vancini : Elena
- 1967 : Accident, de Joseph Losey : Anna
- 1968 : Les Biches, de Claude Chabrol : Why
- 1969 : Le Voleur de crimes, de Nadine Trintignant